# Hardcore Vibes
Singles de Dune
Are you ready to fly
(1995)
Hardcore Vibes est une chanson du groupe Dune sortie en 1995. La chanson a été écrite par Dune. 

## Classement par pays
| Classement (1994-1995)        | Meilleure position |
| ----------------------------- | ------------------ |
| Suisse (Schweizer Hitparade)  | 36                 |
| Pays-Bas (Nederlandse Top 40) | 8                  |

## Liste des pistes
CD-Maxi
1. Hardcore Vibes (South Bound Mix) - 4:47
2. Hardcore Vibes (Good Vibes Mix) - 5:30
3. Hardcore Vibes (Club Mix) - 4:20

Remix - CD-Maxi
1. Hardcore Vibes (Ravers Nature Remix)	- 4:45
2. Hardcore Vibes (Kitchen Remix) - 7:15
3. Hardcore Vibes (Nonstop Remix) - 4:57
4. Hardcore Vibes (Eleven Minutes Of Hardcore Madness) - 10:53

## Version des Global Deejays
Singles de Global Deejays
Bring It Back
(2011) Go High
(2012)
En 2011, le groupe de DJs autrichien Global Deejays réalisent une reprise electro house de Hardcore Vibes.

### Clip vidéo
Le clip vidéo est en ligne depuis le 15 novembre 2011 et a été visionné au 13 août 2012 plus de 3 494 251 fois sur le site de partage YouTube. La vidéo dure 3:38 et a été réalisé par Andrea Waldsshutz.

### Liste des pistes
Promo - Digital
1. Hardcore Vibes (Radio Edit) - 2:57

#### Classement par pays
| Classement (2011-2012)                  | Meilleure position |
| --------------------------------------- | ------------------ |
| Belgique (Wallonie Ultratop 50 Singles) | 23                 |
| France (SNEP)                           | 24                 |
| France (Club 40)                        | 6                  |
| Suisse (Schweizer Hitparade)            | 73                 |